# Matwiejewskoje (niefiedowskij sielsowiet, rejon wołogodzki)
Matwiejewskoje (ros. Матвеевское) – wieś w Rosji, w rejonie wołogodzkim obwodu wołogodzkiego. W 2010 r. liczyła 17 mieszkańców.